# Black smoke

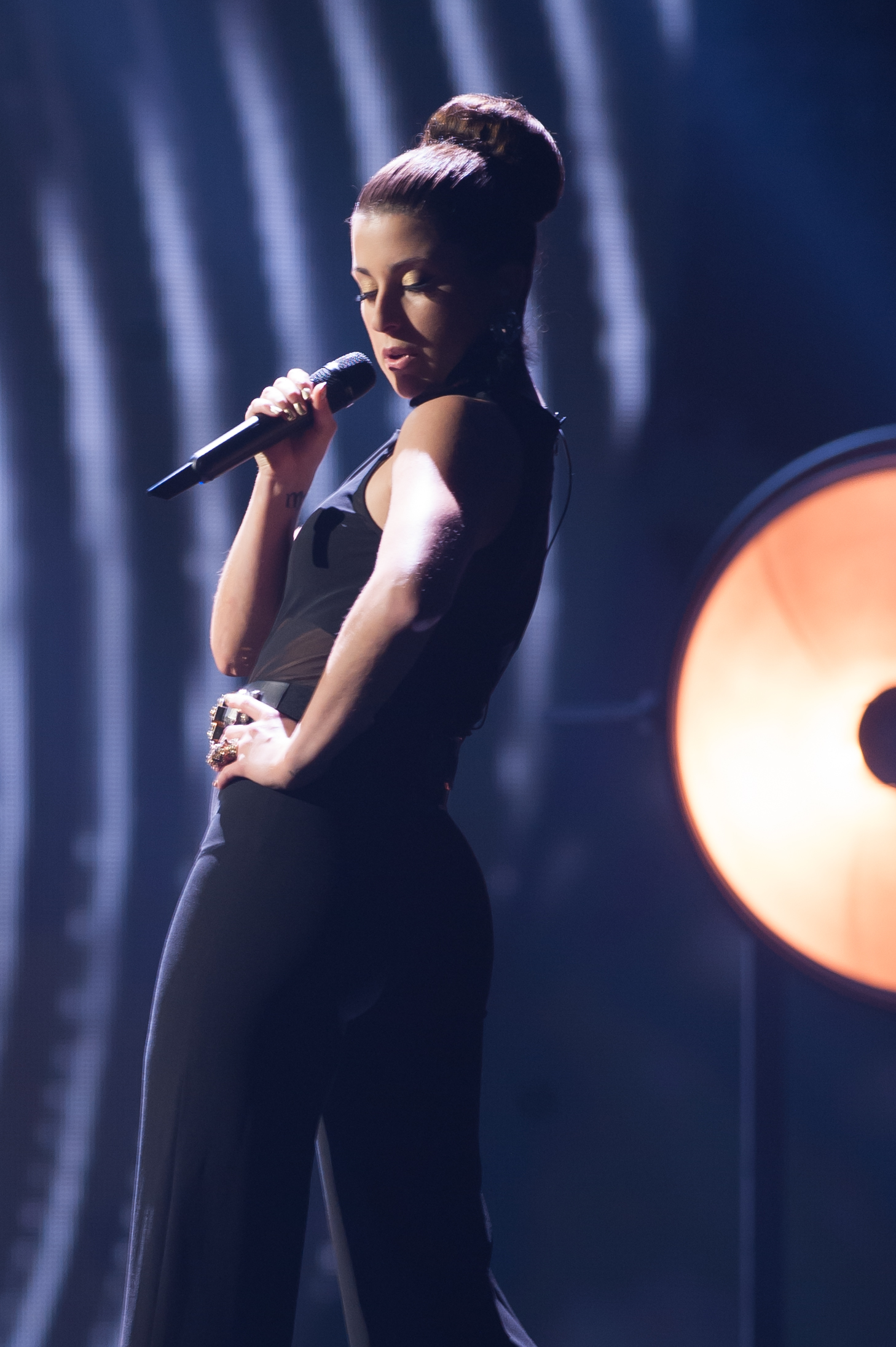
Ann Sophie op het songfestival

Black smoke (Nederlands: Zwarte rook) is een single van de Duitse zangeres Ann Sophie. Het is de Duitse inzending voor het Eurovisiesongfestival 2015 in Wenen, Oostenrijk. Aangezien Duitsland deel uitmaakt van de "Big Five", was Sophie automatisch geplaatst voor de finale op 23 mei 2015. De zangeres behaalde er echter nul punten mee, en eindigde als laatste (samen met gastland Oostenrijk, dat door de EBU-regelgeving echter officieel een plaats hoger eindigde). Het nummer is geschreven door Michael Harwood, Ella McMahon en Tonino Speciale.

## Selectie
Sophie deed met het nummer Jump the gun mee aan de Duitse nationale preselectie voor het Eurovisiesongfestival (Unser Song für Österreich). Ze won de eerste ronde en stootte zo door naar de finale. In de finale trad ze aan met het nummer Black smoke, maar verloor ze aanvankelijk van Andreas Kümmert, die 78,7% van de stemmen kreeg. Kümmert gaf echter na zijn overwinning aan zichzelf niet geschikt te vinden om Duitsland te vertegenwoordigen en zo ging de overwinning naar Sophie.